# ألكساندرا براكن
ألكساندرا براكن (بالإنجليزية: Alexandra Bracken) (27 فبراير 1987، سكوتسديل في الولايات المتحدة)؛ كاتِبة وروائية أمريكية. درست في كلية وليام وماري.

## روابط خارجية
- ألكساندرا براكن على موقع IMDb (الإنجليزية)